# Lenine Cunha
Lenine Francisco da Silva Cunha (Vila Nova de Gaia, 4 de dezembro de 1982) é um atleta paralímpico português que compete na categoria T20.

## Carreira
Lenine Cunha representou Portugal nos Jogos Paralímpicos de Verão de 2000 em Sydney, na Austrália, nas modalidades dos 100 metros e do salto em comprimento. Nos Jogos Paralímpicos de Verão de 2012 realizados em Londres, no Reino Unido, conquistou a medalha de bronze. Em 2009 e 2012, foi nomeado para os Prémios CDP, organizados pela Confederação do Desporto de Portugal, na categoria de Desportista Masculino do Ano.
Conquistou a medalha de ouro no Campeonato do Mundo de Para-Atletismo de 2015 em Doa, no Catar, na modalidade do triplo salto. Em 2017, foi galardoado com a Medalha de Mérito Desportivo da União das Freguesias de Mafamude e Vilar do Paraíso, e com o prémio de melhor atleta mundial pela Federação Internacional para Atletas com Deficiência Intelectual.
Em 2024 durante os Jogos Paralímpicos, Lenine Cunha foi eleito para o Conselho de Atletas do Comité Paralímpico Internacional, com o maior número de votos, sendo o primeiro no Conselho com uma deficiência intelectual; e participou com os outros 5 novos eleitos na cerimónia de encerramento dos Jogos.